# 希阿島的屠殺
《希阿島的屠殺》（英語：The Massacre at Chios；法語：Scènedes massacres de Scio）希臘獨立戰爭之時，鄂圖曼土耳其對希阿島（希俄斯岛）進行大屠殺，德拉克洛瓦以此為題材創作了這幅《希阿島的屠殺》。此畫於1824年的沙龍展出，刻畫了苦難的島民人物形象、土耳其軍事力量、荒涼的大地等，呈現受到屠殺的希阿島民的絕望。此畫使德拉克洛瓦被視為浪漫主義畫家，並與古典主義畫家安格爾的繪畫形成對比。展出時普遍不受到當時的藝術家欣賞，而畫作在未經國王批准、未完成程序的情況下由官方藝術部門直接購入，亦引起爭議。

## 歷史背景

### 希臘獨立戰爭
18世紀鄂圖曼土耳其統治之下的希臘，受到歐洲情勢如啟蒙思想、法國大革命、浪漫主義等影響，希臘民族意識興起。同時，歐洲列強包括俄國、法國、英國等介入希臘，加上鄂圖曼土耳其帝國的衰弱，提供了革命運動的背景。1821年3月，俄國襲擊今羅馬尼亞內的雅西與布加勒斯；4月，伯羅奔尼撒半島爆發起義，屠殺土耳其人，開啟了希臘獨立戰爭的序幕。

### 希阿島的屠殺
希阿島位於愛琴海東部，主城距離土耳其城鎮切什梅的港口僅7英里，在希臘獨立戰爭爆發後，希阿島的領導者起先考慮到島上的人數、軍備的不足，以及地理位置鄰近土耳其，而並無參與，直到1822年3月11日薩摩斯島的革命人士Lycurgus Logothetis前來希阿島，才引發後續的革命。土耳其在得知希阿島的暴動後，同月22日起，派遣船艦與士兵前往希阿島，展開為期3個月的大屠殺。屠殺中，土耳其屠殺嬰孩、12歲以上的男性與40歲以上之女性，其餘的孩子與女性則成為俘虜，願意皈依伊斯蘭教者方可逃過。 

## 畫作緣起
英國詩人拜倫其詩作是富有情感、戲劇力以及時事性的，而他對於希臘的關注，自其作品以及親身投入希臘獨立戰爭皆可以看出。因為他的詩作風格和其中希臘、土耳其元素的展現，藝術界開始了將拜倫作品圖像化的行動，以及對希臘獨立戰爭產生關注，例如馬里柯林（Alexandre-Marie Colin）、德拉克洛瓦等畫家使用拜倫作品“the Giaour”中主角Giaour戰勝Hassan的場景作為畫作主題。在此背景之下，德拉克洛瓦受拜倫啟發關注希臘獨立戰爭，而創作《希阿島的屠殺》。

## 內容

### 畫面與構圖
全圖分為三景，前景為土耳其軍士與希阿島民眾，前景畫面密集但仍可見德拉克洛瓦將前景人物分為左右二群體，使中間畫面的空隙能夠成為與中景的連結，使畫面有向後延伸之感。中景為描述戰爭的平原，有火燒之煙霧、打鬥；遠景為佈滿黃褐色煙雲的天空，這樣的三度空間中，每個部分皆有其意義以及其展現的氛圍，增加了畫面的躁動與完整性，而並非只是單純的、平面性的敘事紀念畫作。

### 人物
前景的人物中，受難民眾與騎著高大駿馬的軍士形成強烈對比。 畫面左邊的居民們看起來已經瀕臨死亡，黝黑的皮膚帶著紅色鮮血，無神的眼中又帶點絕望；右側裸露上身的女子正被軍士擄走，馬匹左側的人試圖阻止，而軍士則是抽出部分的彎刀準備攻擊。特別的是，這些人物看似為同一受難主題，但卻顯現出多個不同的意象：右前垂死的母親與其幼兒是依據目擊者維堤大校的記述想像創作的；中間老婦為被德拉克洛瓦反覆使用的主題——《墓地中的孤兒少女》（Orphan Girl at the Cemetery）便是使用同樣的姿勢與悲傷表情；右側騎兵則可以看見新古典主義畫家賈克-路易·大衛《跨越阿爾卑斯山聖伯納隘道的拿破崙》對德拉克洛瓦的影響。此外，畫中右方軍士的頭巾、服裝、飾品，為德拉克洛瓦經常使用的東方元素，他在日後創作的《阿爾及利雅的女人》（Women of Algiers）以及《薩達那帕拉之死》等畫作中，皆展現了更為鮮明的東方色彩。

### 色彩
德拉克洛瓦運用豐富的中間色調，並以色彩來表現光線、氛圍、凸顯人物。前景的人物便運用色彩的深淺，突出刻畫前面幾位人物，例如畫面中間身穿紅色長衫之婦人，以及右前垂死的婦人與其嬰兒的明亮膚色。此外，厚塗顏料與深紅的陰影使觀者聯想到彼得·保羅·魯本斯的強烈色彩畫風。

## 評語
- 安托万-让·格罗：「繪畫的大屠殺。」
- 司湯達：「我無法欣賞德拉克洛瓦先生和他的《希阿島的屠殺》。這件作品我總是認為在呈現瘟疫的照片。」
- 皮埃尔·阿塔纳斯·肖万：「這位狂妄的畫家無用地將這些殘酷的場面，流血、流淚、絕望和痛苦，結合在一起。再無用地獲得部分效果，並使對此一無所知的人大喊『奇蹟！』。後代永遠不會接受這樣的作品，而真誠的同時代人也到厭倦。」